# Giorgi Ganugrava
Giorgi Ganugrava (in georgiano გიორგი განუგრავა?; Tbilisi, 21 febbraio 1988) è un ex calciatore georgiano, di ruolo centrocampista.

## Palmarès

### Club

#### Competizioni nazionali
- Coppa di Georgia: 1

Chikhura Sachkhere: 2017